# Travis Outlaw
Travis Marquez Outlaw (nacido el 18 de septiembre de 1984 en Starkville, Misisipi) es un exjugador profesional de baloncesto que disputó once temporadas de la NBA. Con 2,06 metros de estatura, jugaba en las posiciones de alero y ala-pívot

## Trayectoria

### Profesional
Llegando a la NBA directamente desde el Instituto Starkville, Misisipi, Outlaw fue elegido en la 23ª posición del Draft de 2003 por los Blazers. Durante sus tres primeras temporadas en la liga ha promediado más de 5 puntos y 2 rebotes. 
En la temporada 2004-05, Outlaw recibió atención gracias a un espectacular mate realizado sobre el pívot chino Yao Ming.
En las Ligas de Verano de Las Vegas de 2005, Outlaw promedió 18.7 puntos y 6.3 rebotes en 35.5 minutos de promedio. Su juego le hizo ser nombrado en el mejor quinteto del torneo. Tras el evento, muchos equipos intentaron fichar a Outlaw a cambio de primeras rondas de draft, algo a lo que los Blazers se negaron.
El 16 de febrero de 2010, Outlaw fue traspasado a Los Angeles Clippers junto con Steve Blake a cambio de Marcus Camby. Cinco meses después firmó un contrato de cinco años y 35 millones con New Jersey Nets. 
El 17 de diciembre de 2011, tras ser cortado por los Nets, firmó con Sacramento Kings.
El 6 de agosto de 2014, fue traspasado junto con Quincy Acy, a los New York Knicks a cambio de Wayne Ellington, Jeremy Tyler y una selección de segunda ronda para el draft de 2015. El 27 de octubre, los Knicks le traspasaron a Philadelphia 76ers y los 76ers le cortaron ese mismo día.

## Estadísticas

### Temporada regular
| Año     | Equipo        | PJ  | PT | MPP  | %TC  | %3P  | %TL  | RPP | APP | ROB | TPP | PPP  |
| ------- | ------------- | --- | -- | ---- | ---- | ---- | ---- | --- | --- | --- | --- | ---- |
| 2003–04 | Portland      | 8   | 0  | 2.4  | .429 | .000 | .500 | .5  | .1  | .1  | .0  | 1    |
| 2004–05 | Portland      | 59  | 2  | 13.4 | .498 | .400 | .653 | 2.1 | .6  | .5  | .7  | 5.4  |
| 2005–06 | Portland      | 69  | 11 | 16.7 | .440 | .264 | .697 | 2.7 | .5  | .4  | .7  | 5.8  |
| 2006–07 | Portland      | 67  | 1  | 22.9 | .434 | .270 | .790 | 3.2 | .8  | .9  | 1.1 | 9.6  |
| 2007–08 | Portland      | 82  | 6  | 26.7 | .433 | .396 | .741 | 4.6 | 1.3 | .7  | .8  | 13.3 |
| 2008–09 | Portland      | 81  | 6  | 27.7 | .453 | .377 | .723 | 4.1 | 1.0 | .6  | .7  | 12.8 |
| 2009–10 | Portland      | 11  | 0  | 21.0 | .376 | .387 | .875 | 3.5 | .7  | .6  | .7  | 9.9  |
| 2009–10 | L.A. Clippers | 23  | 6  | 21.7 | .400 | .378 | .800 | 3.6 | 1.1 | .5  | .4  | 8.7  |
| 2010–11 | New Jersey    | 82  | 55 | 28.8 | .375 | .302 | .772 | 4.0 | 1.0 | .4  | .4  | 9.2  |
| 2011–12 | Sacramento    | 39  | 5  | 12.8 | .343 | .267 | .674 | 1.6 | .4  | .5  | .5  | 4.3  |
| 2012-13 | Sacramento    | 38  | 2  | 11.7 | .418 | .280 | .731 | 1.6 | .6  | .3  | .2  | 5.3  |
| 2013-14 | Sacramento    | 63  | 4  | 16.9 | .399 | .350 | .808 | 2.7 | .8  | .3  | .3  | 5.4  |
| Total   | Total         | 622 | 98 | 20.9 | .423 | .337 | .744 | 3.2 | .8  | .5  | .6  | 8.5  |

#### Playoffs
| Año   | Equipo   | PJ | PT | MPP  | %TC  | %3P  | %TL  | RPP | APP | ROB | TPP | PPP |
| ----- | -------- | -- | -- | ---- | ---- | ---- | ---- | --- | --- | --- | --- | --- |
| 2009  | Portland | 6  | 0  | 28.3 | .318 | .250 | .667 | 3.0 | .5  | .8  | .7  | 9.0 |
| Total | Total    | 6  | 0  | 28.3 | .318 | .250 | .667 | 3.0 | .5  | .8  | .7  | 9.0 |